# وادي الأبيض
وادي الأبيض ثاني أطول وديان العراق (بعد وادي حوران) يمتد غرب العراق في محافظتي الأنبار وكربلاء. يجري وادي الأبيض لمسافة 250 كلم من الحدود العراقية السعودية قرب عرعر باتجاه الشرق لينتهي عند بحيرة الرزازة غرب محافظة كربلاء. الوادي عريض وعميق بحافات منحدرة يبلغ عرضه 1 كلم وعمقه بين 40 إلى 50 متر وجدران الوادي مغطاة بالحجارة والحصى. من الشائع استخدم مصطلح وادي الأبيض للإشارة إلى وادي الأبيض نفسه والوديان الفرعية التي تصب فيه بالإضافة إلى المناطق التي تحيط به من تلال وكثبان رملية. على الرغم من إن وادي الأبيض قاحل جاف إلّا إنه يمتلئ بالغدران الموسمية التي تخلفها مياه الأمطار ومن أشهر هذه الغدران غدير أبو مراجي الواقع منتصف الوادي ضمن محافظة الأنبار. في بعض السنين المطيرة يفيض الوادي بالسيول التي تصب في بحيرة الرزازة. توفر الغدران المنتشرة في الوادي إضافة إلى الأعشاب والنباتات الصحراوية مراعي جيدة للبدو ومواشيهم.
بالأصل كان وادي الأبيض (كما وادي حوران) نهراً جارياً ورافداً يصب في نهر الفرات إلّا أنه جف بعد نهاية العصر الجليدي الأخير.

## المناخ
يسود المناخ الصحراوي الحار في وادي الأبيض حيث تتراوح درجات الحرارة بين تحت الصفر في بعض ليالي الشتاء وفوق درجة الأربعين في شهر تموز يوليو وأوائل آب/ أغسطس، بالإضافة إلى التباين الكبير بين درجات الحرارة ليلاً ونهاراً.يبدأ موسم الأمطار في شهر تشرين الأول/ أكتوبر وينتهي في حزيران /يونيو، ولا يزيد معدل الهطل السنوي عن 87 ملم، وهذه الكمية الشحيحة تعتبر أقل كمية أمطار تسقط في عموم العراق. إتجاهات الريح عموماً شرقية أو غربية وتهب في موسم الصيف رياح جنوبية حارة قادمة من صحاري نجد محملة بالأتربة والغبار تسمى باللهجة المحلية «السموم».

## الحياة النباتية والبرية
أثر المناخ الصحراوي على الحياة البرية والنباتية في وادي الأبيض حيث لا تنمو فيه إلّا النباتات الصحراوية ومن أهمها الشيح، الأثل، العاقول، كذلك الحيوانات البرية فهي متكيّفة مع المناخ الصحراوي ومن أهم الثدييات القاطنة في الوادي الأرانب البرية، الثعلب الصحراوي، الذئب الرمادي، غزلان الريم بجانب العديد من فصائل الطيور المهاجرة والمستوطنة مثل الحباري، القطا والحمام.

## سد الأبيض
سد الأبيض بُني عام 2002 في أخفض نقطة في الوادي قرب الحدود السعودية لتجميع مياه الأمطار الساقطة خلال موسم الأمطار للاستفادة منها في الصيف للشرب ولرعي الحيوانات. تبلغ طاقة السد الإستيعابية 25-50 مليون متر مكعب بأبعاد تصل إلى 8 كلم طولاً و2 كلم عرضاً و 18 متر ارتفاعاً. ومد أسفل السد أنبوب لتصريف المياه الزائدة.

## النخيب
بلدة عراقية ومركز ناحية النخيب تقع في محافظة الأنبار على وادي الأبيض.أهلها من العرب أكثرهم ينتمون لقبيلة عنزة يكسب أهالي البلدة قوتهم بالعمل في الزراعة والرعي والأعمال التجارية الصغيرة.

## الحالة الأمنية
يمتلك وادي الأبيض أهمية أمنية كبيرة نظراً لقربه من المدن المقدسة في كربلاء والنجف، وقد حدثت فيه بعض الخروق الأمنية منها ماحدث في ايلول سبتمبر عام 2011 حيث نصب مسلحون نقطة تفتيش وهمية وأعترضوا قافلة من الزوار القادمين من دمشق إلى كربلاء فقتلوا 22 من الزوار.وفي حادث آخرى نصب مسلحون نقطة تفتيش وهمية وأعترضوا حافلة تقل حرس حدود عراقيين كانوا متوجهين للالتحاق بمقرات عملهم فقتلوا 14 شرطياً وذلك في يونية حزيران 2013.
بعد منتصف 2014 ومع احتلال داعش لمساحات شاسعة من وسط وغرب العراق هاجت عناصرها مدينة النخيب وأحتلتها أوائل تموز يوليو من العام 2014 بعد فرار قوات الأمن العراقية إلى مدينة كربلاء، لكن قوات الأمن والجيش والحشد الشعبي إستعادت السيطرة على المدينة في أغسطس اب من نفس العام. وبقيت النخيب تتعرض لهجمات مستمرة بالسيارات المفخخة أو القصف بالهاونات دون إن يتمكن المسلحون من اقتحام المدينة مرة آخرى.يخضع وادي الأبيض حالياً لسيطرة الجيش والشرطة وقوات الحشد الشعبي.

## وصلات خارجية
خارطة وادي الأبيض